# Ruben Gommers
Ruben Gommers (né le 29 septembre 1998) est un coureur cycliste belge, spécialiste du BMX.

## Biographie
Ruben Gommers est originaire de Wuustwezel dans le nord de la Belgique. Après être monté sur le podium des championnats de Belgique de BMX en 2015 et 2016 (chez les juniors) et en 2017 (chez les élites), il devient pour la première fois champion de Belgique en 2018. Il décroche trois autres titres de 2020 à 2022.
Au niveau international, il participe presque chaque année aux championnats d'Europe et du monde de BMX depuis 2018, mais sans pouvoir atteindre la finale. Son meilleur résultat dans ces compétitions est une 12e place aux championnats d'Europe en 2023. Lors de la Coupe du monde de BMX, son meilleur résultat est une 10e place à Sakarya en 2023. Il obtient ses meilleurs résultats internationaux en Coupe d'Europe, où il décroche de bons résultats constants à partir de 2022. En 2023, il remporte six des douze manches et le classement général. Il est sélectionné pour représenter la Belgique aux Jeux olympiques de Paris en 2024.

## Palmarès en BMX

### Coupe du monde
- 2018 : 125e du classement général
- 2019 : 67e du classement général

### Coupe d'Europe
- 2022 : 9e du classement général
- 2023 : 1er du classement général, vainqueur de 6 manches
- 2024 : 8e du classement général, vainqueur de 2 manches

### Championnats de Belgique
- 2018
  -  Champion de Belgique de BMX
- 2020
  -  Champion de Belgique de BMX
- 2021
  -  Champion de Belgique de BMX
- 2022
  -  Champion de Belgique de BMX